# ردمن (خواننده رپ)
ردمن (انگلیسی: Redman؛ زادهٔ ۱۷ آوریل ۱۹۷۰) موسیقی‌دان، ترانه‌سرا، خواننده رپ و هنرپیشه اهل ایالات متحده آمریکا است. وی از سال ۱۹۹۰ میلادی تاکنون مشغول فعالیت بوده‌است.
از فیلم‌ها یا برنامه‌های تلویزیونی که وی در آن نقش داشته‌است می‌توان به فیلم ترسناک ۳، فرزند چاکی اشاره کرد.